# فرناندو اورتونیو
فرناندو اورتونیو (انگلیسی: Fernando Ortuño؛ ۱۲ اکتبر ۱۹۴۴ – ۱۳ ژوئیهٔ ۲۰۱۵) بازیکن فوتبال اهل اسپانیا بود.
از باشگاه‌هایی که در آن بازی کرده‌است می‌توان به باشگاه فوتبال سابادل و باشگاه فوتبال رئال مادرید اشاره کرد.
وی همچنین در تیم ملی فوتبال اسپانیا بازی کرده‌است.